# NHK 히메지 지국
NHK 히메지 지국(姫路 支局)은 NHK 고베 방송국의 지국으로 주로 효고현 하리마·타지마 지역을 대상으로 뉴스 취재, 수신료 징수, 기술 상담등을 서비스하고 있다.

## 연혁
- 1935년 8월 10일 - 오사카 중앙 방송국 고베 출장소 히메지 상담소 개설.
- 1941년 12월 27일 - 오사카 중앙 방송국 히메지 임시방송소 개설.
- 1945년 10월 26일 - 히메지 임시방송소를 히메지 중계방송소로 개칭.( 호출 부호 : JOBK3)
- 1948년 7월 1일 - 오사카 중앙 방송국 고베 지국 히메지 분국으로 개칭하면서 호출 부호를 JOBT 변경.
- 1951년 7월 1일 - 히메지 분국을 히메지 방송국으로 개칭.
- 1953년 5월 30일 - 히메지 중계방송소 폐지.
- 1964년 10월 1일 - NHK 오사카 방송국 종합 교육 텔레비전 히메지 중계국 개설.
- 1966년 12월 - NHK 오사카 방송국 FM 라디오 히메지 중계국 개설.
- 1970년 3월 27일 - NHK 고베 방송국 효고현역 FM 라디오 방송 개시.
- 1971년 5월 24일 - NHK 고베 방송국 효고현역 종합 텔레비전 방송 개시. 이에 띠라 히메지 중계국 종합 텔레비전과 FM 라디오 방송 송출권한을 고베 방송국이 보유하게 된다.
- 1988년 7월 - 히메지 방송국 고베 방송국 히메지 지국으로 개칭.
- 2006년 3월 1일 - 지상파 디지털 텔레비전 방송 개시.
- 2011년 7월 24일 - 지상파 아날로그 텔레비전 방송 종료

## 채널·주파수
- 종합 텔레비전 - 22ch
- 교육 텔레비전 - 13ch
- FM 방송 - 84.2MHz